# All Blacks FC
All Blaks FC – ghański klub piłkarski grający obecnie w Ghana Telecom Premier League. Klub ma siedzibę w Swedru. Swoje mecze rozgrywa na stadionie Swedru Sports Stadium, który może pomieścić 5.000 widzów.

## Osiągnięcia
- Ghana SWAG Cup (1):

1997/1998